# أعمال شغب كوزا

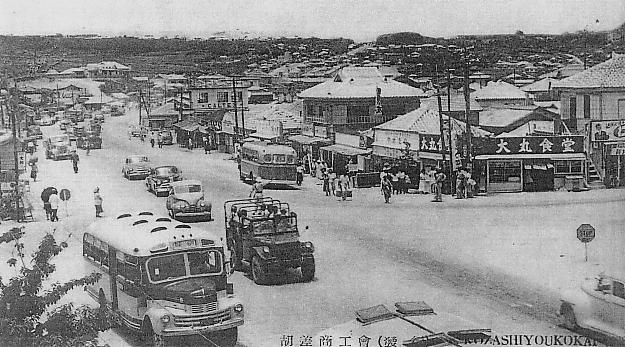
موقع أعمال الشغب التي حدثت قبل نحو 15 عامًا، 1955.

يشير مفهوم أعمال شغب كوزا (コザ暴動 كوزا بُدو) إلى المظاهرات العنيفة والعفوية التي قامت احتجاجًا على الوجود العسكري الأمريكي في أوكيناوا، والذي بدأ في ليلة 20 ديسمبر 1970 واستمر حتى صبيحة اليوم التالي. ولقد اشتبك نحو 5000 شخص من شعب أوكيناوا مع حوالي 700 من أفراد الشرطة العسكرية الأمريكية، في ذلك الحدث الذي اعتبر إشارة على غضب شعب أوكيناوا ضد الاحتلال العسكري الأمريكي الذي دام 25 عامًا. وفي أعمال الشغب هذه، أصيب ما يقرب من 60 أمريكيًا، وتم حرق 80 سيارة، وتدمير العديد من المباني في قاعدة كادينا الجوية أو إصابتها بأضرار كبيرة.

## الخلفية التاريخية
بعد الهزيمة التي لحقت باليابان في الحرب العالمية الثانية، أصبحت اليابان رسميًا محتلة من قِبل قوات التحالف وخضعت للحكم بموجب قانون الأحكام العرفية لنحو سبع سنوات. وفي ظل نجاح اليابان في إنهاء حالة الاحتلال وتمكن معظم أجزاء اليابان من استعادة استقلاله في أبريل 1952، ظلت محافظة أوكيناوا تحت الاحتلال العسكري الأمريكي مدة عشرين عامًا أخرى.
بحلول عام 1970، كان قد تقرر وأصبح من المعروف على نطاق واسع أن الاحتلال العسكري الأمريكي لأوكيناوا في طريقه للانتهاء في عام 1972، وبالتالي ستعود أوكيناوا جزءًا من اليابان المستقلة، ولكن مع بقاء التواجد العسكري الأمريكي بشكل كبير. ولقد جاء ذلك في أعقاب عدد من الحوادث التي وقعت بين الجنود والمدنيين من محافظة أوكيناوا استمرت لسنوات، ومن بينها حوادث الكر والفر التي وقعت في سبتمبر 1970، فقط قبل عدة أشهر من نشوب أعمال الشغب، والتي أدت إلى مقتل ربة منزل أوكيناوية من إتومان. وجرى تبرئة الجنود المتورطين في هذه الحادثة في المحكمة العسكرية التي كانت تنظر قضيتهم. ولقد كانت هذه الحادثة سببًا في إثارة استياء سكان أوكيناوا وخاصة في ظل تواجد معيار منزلة القوات الذي بموجبه يتم إعفاء الجنود الأمريكيين من الخضوع لقضاء أوكيناوا كما هو الحال بالنسبة لكافة الأفراد العسكريين المتمركزين في الأراضي الأجنبية منذ مدة طويلة.

## أعمال الشغب
استمرت أعمال الشغب مدة سبع أو ثماني ساعات، بدءًا من ساعات متأخرة من ليلة 20 ديسمبر 1970، واستمرت إلى ما بعد فجر اليوم التالي. ولم تكن أعمال الشغب هذه مدبرًا لها مسبقًا أو جرى التخطيط أو الترتيب لها، لكن يقال أنها اندلعت بشكل تلقائي، ووصلت نقطة الانهيار.
ففي حوالي الساعة الواحدة من تلك الليلة، صدمت سيارة يقودها جندي أمريكي في حالة سكر رجلًا أوكناويًا مخمورًا، على طريق بالقرب من مركز ترفيهي كبير وحي للعاهرات في كوزا (يطلق عليها الآن مدينة أوكيناوا)، على مسافة قصيرة من قاعدة كادينا للقوات الجوية. ثم خرج الأمريكيون من سيارتهم وحرصوا على التأكد أن الرجل كان على ما يرام؛ ووقف على قدميه وسار بعيدًا. وكان الرجال الأربعة على وشك العودة إلى سيارتهم لمغادرة مكان الحادث عندما تصدى لهم عدد من سائقي سيارات الأجرة بأوكيناوا والذين شهدوا الحادث. وبعدها بدأت تتجمع الحشود؛ حيث كان البعض منهم يهتف «لا مزيد من أحكام البراءة»، «أيها الأمريكيون، عودوا إلى منازلكم» و«لا تهينوا شعب أوكيناوا».
كذلك، وصلت سيارات الشرطة العسكرية الأمريكية إلى موقع الحادث، وبدأت صفارات الإنذار تدوي. وبينما كان يحاول أفراد الشرطة العسكرية تخليص رفاقهم من هذا المأزق، قامت الجموع الحاشدة بوضع الضحية أرضًا في المكان الذي تعرض فيه لصدام السيارة، حيث كانوا يعيدون تمثيل الحادثة. وفي نفس الوقت، أكد الحضور على حقيقة أن أفراد الشرطة العسكرية التي وصلت للتو تجاهلوا الرجل الذي تعرض للاصطدام، مركزين فقط على السعي لتخليص أبناء جلدتهم.
وصلت سيارة أمريكية أخرى إلى مكان الحادث، وبطريق الخطأ أوقعت شخصًا أوكيناويًا، وعندها توقف المارة وأفراد من الحي السكني للمشاركة، وبدأ الحشد الذي زاد عدده ليصل إلى 700 فرد، برمي الحجارة والزجاجات، وحاولوا قلب السيارة التي تسببت في الحادث الأصلي. كانت الشرطة الأوكيناوية قادرة على إخراج السائق الأمريكي بأمان من مكان الحادث، ولكن استمرت المواجهات في التصعيد.

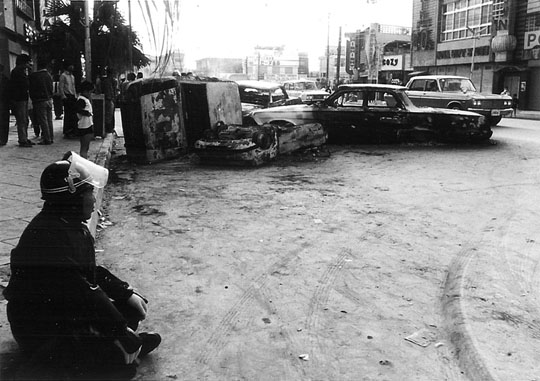
رجل شرطة أوكيناوي يستطلع الدمار الذي حدث بعد ساعات من أعمال الشغب

تم إطلاق الأعيرة النارية التحذيرية، والتي كانت سببًا في استقطاب حشد أكبر، سرعان ما بلغ عددهم حوالي خمسة آلاف؛ وعندها وصل عدد أفراد الشرطة العسكرية في مكان الحادث إلى نحو 700. واقتحم مثيرو الشغب أكثر من سبعين سيارة وقلبوها وقاموا بحرقها، واستمروا في إلقاء الحجارة والزجاجات، جنبًا إلى جنب مع الزجاجات الحارقة (مولوتوف)؛ حيث كانوا يتجمعون في المنازل والحانات والمطاعم وغيرها من المنشآت القريبة. وقام مثيرو الشغب بسحب رجال الشرطة الأمريكيين من سياراتهم والاعتداء عليهم بالضرب، ثم حرق سياراتهم. ثم بدؤوا في الرقص رقصات شعبية تقليدية فيما استمرت أعمال الشغب من حولهم؛ في الوقت الذي تمكن فيه البعض الآخر من عبور بوابة قاعدة القوات الجوية، حيث قاموا بقلب وإحراق السيارات، وتدمير النوافذ، وأمطروا الممتلكات الأمريكية بوابل من الدمار هناك أيضًا. كذلك، اخترق حوالي 500 من مثيري الشغب السياج الذي يحيط بقاعدة كادينا الجوية ودمروا مبنى العمل العسكري ومكاتب صحيفة ستارز آند سترايبس. في الوقت ذاته، بدأ أفراد الشرطة العسكرية في إلقاء الغاز المسيل للدموع. وأخيرًا خمدت أعمال الشغب وانتهت في حوالي الساعة السابعة صباحًا؛ وكانت الحصيلة جرح العديد من الأشخاص، من بينهم 60 أمريكيًا، وإلقاء القبض على 82 شخصًا.